# Warcraft Rumble
Warcraft Rumble è  un videogioco strategico in tempo reale free-to-play prodotto da Blizzard Entertainment per dispositivi mobili. Warcraft Rumble è ambientato nell'universo di Warcraft. Il gioco è uscito il 3 novembre 2023 per iOS e Android.

## Modalità di gioco
Warcraft Rumble è un mobile game di strategia e tower defense ambientato nell'universo di Warcraft, in cui due armate, formate da mini collezionabili, si scontrano in brevi partite al fine di sconfiggere l'avversario. Il gameplay si basa fondamentalmente sull'utilizzo dell'oro guadagnato passivamente per generare truppe che avanzano e combattono automaticamente, queste truppe saranno in grado di catturare obiettivi per generare più oro e combattere contro le truppe nemiche. Il gioco termina quando le truppe hanno raggiunto e sconfitto il boss o la torre nemica (a seconda che sia PvA o PvP).

### Modalità
Il gioco prevede diverse modalità sia per giocatore singolo, sia multiplayer cooperative, sia multiplayer competitive:
- La campagna principale
- La campagna eroica
- Gli incarichi
- La burrasca archilight
- Le spedizioni
- Le incursioni
- Il PvP